# Schmörschwitz
Schmörschwitz ist ein weilerartiger Ortsteil der Gemeinde Rauschwitz im Saale-Holzland-Kreis in Thüringen.

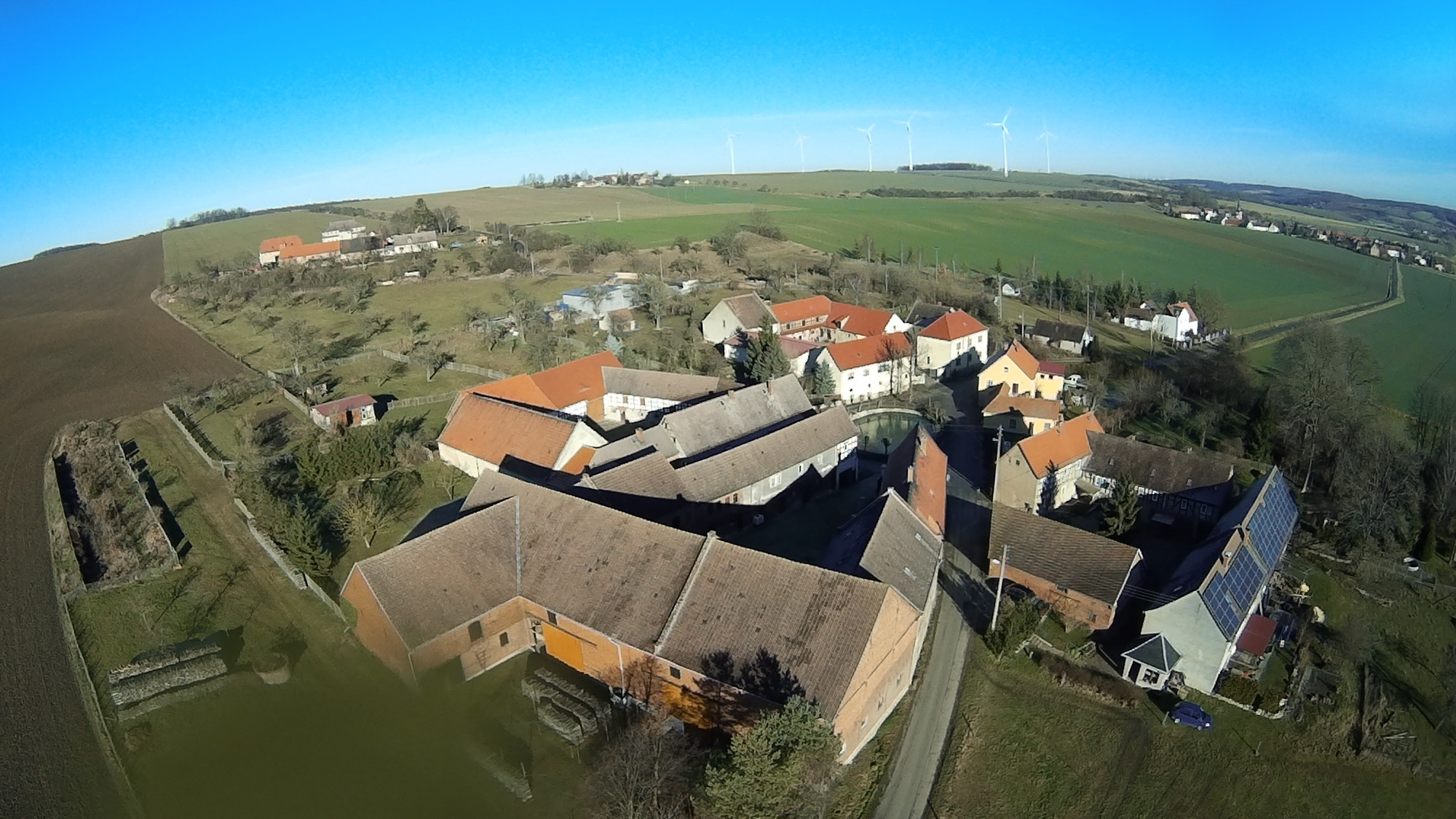
Luftbild von Schmörschwitz

## Geografie
Schmörschwitz liegt 500 m westlich von Rauschwitz. Dieser Weiler wurde einst auch aus betriebswirtschaftlichen Gründen mitten im urbar gemachten Ackerland angelegt. Auch 500 m westlich der Landesstraße 1070 liegend hat der Weiler verkehrsmäßig optimalen Anschluss an das Umland.

## Geschichte
Die urkundliche Ersterwähnung erfolgte 1145. Rauschwitz und seine Ortsteile Döllschütz, Karsdorfberg, Pretschwitz und Schmörschwitz sind die Abteidörfer.
Schmörschwitz gehörte zum wettinischen Kreisamt Eisenberg, welches aufgrund mehrerer Teilungen im Lauf seines Bestehens unter der Hoheit verschiedener Ernestinischer Herzogtümer stand. 1826 kam der Ort mit dem Südteil des Kreisamts Eisenberg und der Stadt Eisenberg vom Herzogtum Sachsen-Gotha-Altenburg zum Herzogtum Sachsen-Altenburg. Ab 1920 gehörte er zum Freistaat Thüringen.
In der heutigen Zeit bewirtschaftet die bäuerliche Aktiengesellschaft Abtei die Felder.